# Bertignac et les Visiteurs
Albums de Bertignac et les Visiteurs
Téléphone le live (Téléphone)
(1986) Rocks
(1990)
Singles
1. Ces idées-là / Les bêtes
Sortie : 1987
2. Rêves / Combien de nuits
Sortie : 1987

Bertignac et les Visiteurs est un album du groupe Bertignac et les Visiteurs sorti en 1987, enregistré à Paris et produit par John Potoker assisté de Louis Bertignac.

## Genèse et enregistrement
Le 21 avril 1986, le groupe Téléphone se sépare. Alors que Jean-Louis Aubert se lance dans une carrière solo accompagné du batteur Richard Kolinka en sortant le tube Juste une illusion, puis l'album Plâtre et Ciment, Louis Bertignac fonde un nouveau groupe Les Visiteurs avec la bassiste Corine Marienneau.
La formation — rejointe par le guitariste Serge Ubrette, le batteur Afid Saidi et Loy Ehrlich aux claviers — se rend au studio Davout à Paris pour l'enregistrement de l'album qui est produit John Potoker — qui avait produit avec Glyn Johns l'album live de Téléphone quelques mois plus tôt — assisté de Bertignac.
Sur les douze chansons de l'opus, dix ont été écrites par Louis du temps de Téléphone, mais laissées de côté par le groupe privilégiant celles de Jean-Louis Aubert, sauf une ou deux par album signées Bertignac — à l'instar de George Harrison avec les Beatles par rapport au tandem Lennon/McCartney. La chanson Les bêtes chantée par Corine est écrite par cette dernière, à l'origine pour l'album Un autre monde. L'instrumental d'une minute intitulé Simple visite comporte un jeu de piano improvisé interprété par Loy.
Sur les chansons Paradis et Faux, Louis joue de la basse.

## Parution et réception
D'après la biographie de Bertignac, l'album a eu un succès critique à sa sortie disant que l'artiste "passe enfin au premier plan et, sans égaler la puissance vocale de Jean-Louis Aubert, s'affirme comme un chanteur de talent."
Du fait de la séparation du groupe, cet album et l'album de Jean-Louis Aubert Plâtre et Ciment se vendent moins bien que les albums de Téléphone sortis du temps du groupe. Cependant le tube Ces idées-là (slow à la fois rock et romantique marqué par les compositions de Téléphone) connait un véritable succès, au point de devenir une chanson incontournable dans le paysage du rock français,.

## Liste des chansons
Toutes les chansons sont écrites et composées par Louis Bertignac / Les Visiteurs, sauf mention contraire..
| 1.  | Années folles      |                                   | 4:33 |
| 2.  | Le Vide            |                                   | 1:58 |
| 3.  | Paradis            |                                   | 4:20 |
| 4.  | Le Matin au réveil |                                   | 1:49 |
| 5.  | Les Bêtes          | Corine Marienneau / Les Visiteurs | 3:52 |
| 6.  | Rêves              |                                   | 3:38 |
| 7.  | Ces idées-là       |                                   | 4:28 |
| 8.  | J'attendrai        |                                   | 3:26 |
| 9.  | Lady Ann           |                                   | 3:53 |
| 10. | Faux               |                                   | 3:36 |
| 11. | Combien de nuits   |                                   | 2:49 |
| 12. | Simple visite      | Alain Ehrlich / Les Visiteurs     | 0:58 |

## Personnel

### Les Visiteurs
- Louis Bertignac : chant, guitare acoustique et électrique, basse sur Paradis et Faux[5]
- Corine Marienneau : basse, chœur, chant sur Les bêtes, tambourin
- Serge Ubrette : guitare acoustique, chœurs, guitare électrique sur J'attendrai
- Afid Saidi : batterie, maracas
- Loy Ehrlich : piano, claviers, percussions

### Musiciens additionnels
- Jean-Robert Baumier : samples sur Années folles
- Mickey Blöw : harmonica sur Les bêtes
- John Potoker : claviers sur Rêves, synthétiseur sur Ces idées-là
- Fredo Rousseau : synthétiseur sur Rêves et Combien de nuits
- Christophe Masson : programmation sur Ces idées-là

### Equipe technique
- John Potoker : Production, enregistrement et mixage
- Comme Ça : Pochette
- Denis Chapouillé : photographe